# 小行星3181
小行星3181（3181 Ahnert）是一颗绕太阳运转的小行星，为主小行星带小行星。该小行星于1964年3月8日发现。
該小行星以德國天文學家保羅·奧斯瓦爾德·昂納特命名。

## 轨道参数
小行星3181的轨道半长轴为2.2291335 AU，离心率为0.065。